# Повешение
Пове́шение — способ самоубийства, убийства, смертной казни; механическая асфиксия, заключающаяся в удушении петлёй под воздействием тяжести тела.

## История
Наиболее ранним упоминанием в истории убийства через повешение — это его обрядовое использование древними кельтами, которые так приносили человеческие жертвоприношения воздушному богу Эзусу. О казни через повешение упоминает Сервантес (XVI—XVII вв.).
В Средние века и Новое время повешение использовалось как один из многочисленных способов казни (удобный тем, что не требовал особого оснащения). При этом оно в основном рассматривалось как «позорный» вид смерти в отличие от «благородного» обезглавливания или расстрела; в ряде стран повешение применялось исключительно к простолюдинам, а по отношению к лицам благородного сословия могло применяться для особого унижения казнимого и его семьи. Как правило, повешение не применялось в отношении женщин, что, видимо, объяснялось требованиями соблюдения благопристойности. Так, английский историк права Уильям Блэкстон объяснял это применительно к английским законам следующим образом: «Приличия, подобающие женскому полу, возбраняют публичное обнажение и уродование женского тела».
В России повешение в имперский период применялось к уголовным и политическим преступникам (например, казнь декабристов). Противоборствующими сторонами в годы Гражданской войны повешение применялось наряду с расстрелом.
Поздне́е повешение в СССР практиковалось в короткий период военного времени и первых послевоенных лет в отношении военных преступников и сотрудничавших с нацистами лиц (в частности, через повешение были казнены генералы Власов, Краснов, Шкуро, полковник Султан Клыч-Гирей, атаман Семёнов, фигуранты Краснодарского процесса и др.) — см. Указ «О мерах наказания для немецко-фашистских злодеев…». На Нюрнбергском процессе к смертной казни через повешение были приговорены двенадцать высших руководителей нацистской Германии.
На оккупированных территориях казнь через повешение практиковали немецкие власти в отношении партизан и подпольщиков. В Японии в 1944 году повешен советский разведчик Рихард Зорге.
В Англии, а затем в Великобритании (вплоть до 1820 года, формально отменено только в 1867 году) повешение было частью мучительной казни, назначавшейся за тяжкие государственные преступления — «повешение, потрошение и четвертование» (англ. hanging, drawing and quartering). Осуждённого вешали на короткое время на виселицу — так, чтобы он не потерял сознания, затем снимали с верёвки и выпускали ему внутренности, вспоров живот. Потом его четвертовали.
Для повешения обычно использовали виселицу, однако в истории нового времени в этой цели использовались также фонари, подъёмные краны, деревья.
В некоторых странах Центральной Европы (Германии, Австрии, Швейцарии и некоторых других) в Средние века и Новое время место для повешения называлось Галгенберг (Галгенхюгель, Галгенбюль).
Иногда в качестве синонима смертной казни через повешение используют выражение «столыпинский галстук» (высказывание депутата Государственной думы Российской империи II созыва от партии конституционных демократов Ф. И. Родичева. Поводом к нему послужил доклад, который представил Думе председатель Совета министров Российской империи Пётр Столыпин).

## В современном уголовном праве для смертной казни
В настоящее время смертная казнь путём повешения активно применяется в Иране с 1979 года (после Исламской революции). Это основной метод совершения смертной казни в этой стране. Как правило, осуждённого вешают при публике на автокране. При этом его глаза иногда завязывают (или на голову надевают мешок), а руки связаны назад (дополнительно могут связать и ноги у щиколоток).
Смертная казнь путём повешения также активно применяется в Афганистане (наряду с другими видами казни), в Ираке (наряду с другими видами), Египте (наряду с другими видами), Иордании (основной метод), Индии (наряду с другими видами), в Бангладеш и Японии (в этих двух странах является единственным методом смертной казни).

## «Бандитские виселицы»
«Бандитские виселицы» ввёл в обиход Филипп Красивый. Они отличаются от обычных тем, что на них оставляли висеть не только тех, кто был повешен, но и преступников («бандитов»), казнённых другими способами (или, например, убитых при задержании). На одной балке могли висеть более полусотни человек.
Такие виселицы нередко расставляли вдоль основных дорог, располагали на естественных возвышенностях. О таких выставках не раз упоминается в романах Александра Дюма — в описываемые им времена развешенные по улице преступники были естественной и распространённой частью пейзажа. В Англии виселицы ставили настолько часто, что на некоторых дорогах их превращали в верстовые столбы.
Во Франции ещё практиковалось использование при сооружении виселицы разного количества поперечных балок — обычно оно зависело от титула судьи. Если правосудие вершил обычный дворянин, ставились две балки, барон — четыре, герцог — восемь. Король и вовсе мог наворотить любое количество балок по своему усмотрению.

## Повешение головой вниз
Повешение головой вниз ставит целью максимально унизить казнённого. В апреле 1945 года так повесили трупы уже казнённого Муссолини и его любовницы Клары Петаччи (Кларетты).

## Медицинские аспекты
Причинами смерти при повешении являются:
- Асфиксия — удушье, кислородное голодание от перекрытия дыхательных путей;
- Пережатие сонных артерий и верхних полых вен — сосуды головного мозга переполняются кровью;
- Сдавливание области каротидного синуса[уточнить];
- Отёк мозга от резкого и значительного повышения внутричерепного давления;
- Рефлекторная остановка сердца от пережатия возвратного нерва;
- Перекрытие языком носоглотки, в результате которого человек задыхается[2]
- Перелом шейных позвонков

Со второй половины XIX века во многих странах при смертной казни применяется тип повешения, при котором тело осуждённого не просто лишается опоры и повисает на верёвке, а падает с большой высоты (несколько метров) через люк. В таком случае смерть наступает практически мгновенно, от разрыва шейных позвонков и спинного мозга. При таком повешении необходимо рассчитывать длину верёвки в зависимости от веса осуждённого так, чтобы голова не отделилась от тела (в Великобритании существовала «официальная таблица падений» (англ. Official Table of Drops) для расчёта длины веревки). Отделение головы от тела имело место, в частности, при казни Барзана Ибрагима ат-Тикрити.
Возможность наступления смерти при повешении от повреждения шейного отдела позвоночника и травмы спинного мозга остаётся спорной. Тщательные контрольные обследования трупов с помощью обычной и послойной рентгенографии шейного отдела позвоночника, а также распилы замороженных трупов (Ольбритх, 1964 г.) показали, что при обычных условиях повешения изменений со стороны шейных позвонков не наступает.

## Повешение вкриминалистикеисудебной медицине
По способу наложения выделяют петли с одиночным, двойными и множественными оборотами, в свою очередь, многооборотные петли могут иметь параллельные, соприкасающиеся и взаимнопересекающиеся витки. Зачастую для удушения применяются материалы, которые оказались под рукой, например, части туалета, или же предметы, к которым погибший в силу своей профессии имел доступ: бинты, электропровод, поясные ремни, шарфы, чулки. По направлению волокон верёвки можно установить направление натяжения — в частности, если натяжение происходило в направлении, обратном тяжести тела, это заставляет сделать вывод о том, что имело место убийство. Необходимо также обратить внимание на узел — он может указывать на профессиональные навыки человека и иногда служит определяющим фактором при расследовании.
Судебно-медицинская диагностика повешения складывается из установления видовых признаков повешения и общеасфиктических признаков.
Основным видовым признаком повешения является странгуляционная борозда, которая представляет собой отпечаток петли на шее и нередко повторяет строение материала, из которого была сделана петля. При повешении, как правило, странгуляционная борозда является незамкнутой, так как концы петли поднимаются к узлу при натяжении. По внешнему виду борозды различают: бледные, когда материал петли был мягкий и воздействие петли на шею было непродолжительным; и бурые, когда петля была жёсткой, и человек долгое время находился в петле.
Также к видовым признакам повешения относят надрывы внутренней оболочки сонной артерии (симптом Амюсса), повреждения позвоночника, кровоизлияния в лимфатических узлах шеи и др.

## Повешение в культуре
- В пятой части «Декалога» Кшиштофа Кесьлёвского (он же «Короткий фильм об убийстве») повешение преступника является одним из двух убийств, иллюстрирующих заповедь «Не убий».
- В рассказе Леонида Андреева «Рассказ о семи повешенных» 1908 года.
- В Италии в 1958 году был изобретён вид спорта «пандезон» (фр. pendre — «висеть») — кто больше провисит в петле. Рекорд на 1958 год составлял 3 минуты 4 секунды[10].